# Al-Muḍaybī
al-Muḍaybī (in arabo اﻟﻤﺿيبي‎?), è una città dell'Oman nella regione di al-Batina.
Talvolta è traslitterata anche come al-Mud̨aybī, al-Mudaibi o Mudhaybi.